# 1931 год в литературе

## Премии

### Международные
- Нобелевская премия по литературе — Эрик Аксель Карлфельдт, «За его поэзию (посмертно)».

### Франция
- Гонкуровская премия — Жан Файяр, «Дурно от любви».
- Премия Ренодо — Филипп Эриа, «Невинный».
- Премия Фемина — Антуан де Сент-Экзюпери, «Ночной полёт».

## Книги
- «Главный инженер» — произведение Георгия Шилина.
- «Камо» — произведение Георгия Шилина.
- «Ясный лог» — произведение Константина Тренёва.

### Романы
- «Возвращение» (нем. Der Weg zurück) — роман Эриха Марии Ремарка.
- «Загадка Ситтафорда» — роман Агаты Кристи.
- «Замок Броуди» — роман Арчибальда Кронина.
- «Золотой телёнок» — роман Ильи Ильфа и Евгения Петрова.
- «Страна счастливых»[укр.] — роман Яна Ларри.
- «Хроника капитана Блада» — роман Рафаэля Сабатини.
- «У» — роман Всеволода Иванова.

### Повести
- «Впрок» — повесть Андрея Платонова.
- «Тень над Иннсмутом» — повесть Говарда Лавкрафта.
- «Севастополь» — повесть Александра Малышкина.

### Рассказы
- «Враг» (нем. Der Feind) — рассказ Эриха Марии Ремарка.
- «Шепчущий во тьме» — рассказ Говарда Филлипса Лавкрафта (год публикации).

### Малая проза
- «На высоте 565» — очерк Александра Малышкина.
- «Чужая тема» — книга новелл Сигизмунда Кржижановского.

### Пьесы
- «Зеленеют сирени» (Green Grow the Lilacs) — пьеса Линна Риггса.
- «Сомов и другие» — пьеса Максима Горького.
- «Юдит» — пьеса Жана Жироду.
- «Кровавая свадьба»— пьеса Федерико Гарсии Лорка

## Персоналии

### Родились
- 13 января — Аркадий Александрович Вайнер, русский советский писатель (умер в 2005).
- 19 марта — Юрий Фёдорович Третьяков, советский писатель, автор детских книг.
- 7 мая — Джин Вулф, американский писатель-фантаст.
- 9 мая — Дамманн, Эрик, известный норвежский писатель, общественный деятель и защитник окружающей среды.
- 12 мая — Альберто да Коста-и-Силва, бразильский поэт, эссеист, прозаик-мемуарист, член Бразильской академии литературы.
- 3 июня — Джон Норман, американский писатель-фантаст.
- 7 июля — Дэвид Эддингс, американский писатель-фантаст, работавший в жанре фэнтези (умер в 2009).
- 21 июля — Жан Плийа, бенинский писатель, поэт, драматург, публицист (умер в 2015).
- 1 октября — Сильвано Буссотти, итальянский композитор, художник и оперный режиссёр.
- 12 декабря — Боб Шоу, английский писатель-фантаст (умер в 1996).

### Умерли
- 9 сентября — Матильда Куглер-Пони, румынская поэтесса, писательница и драматург (род. в 1851).
- 4 ноября — Артур Оппман, польский поэт (род. 1867).
- 30 ноября — Нортамо, финский писатель, поэт, один из лучших юмористов в финской литературе начала XX века (родился в 1860).
- 8 декабря — Хади Такташ, татарский поэт, один из основоположников татарской советской поэзии (родился в 1901).
- Эмидио Дантас Баррето, бразильский писатель, военный, политический и государственный деятель.